# 加納村 (富山県)
加納村（かのうむら）は、かつて富山県氷見郡にあった村。現在の氷見市中心部にあたる加納地区で、地区内には金沢医科大学氷見市民病院や、旧富山県立有磯高等学校の校舎・体育館を活用した氷見市役所新庁舎がある。

## 沿革
- 1889年（明治22年）4月1日 - 町村制の施行により、射水郡加納村の区域の一部、鞍川村の区域の一部及び大野新村の区域の一部をもって、射水郡加納村が発足する。
- 1896年（明治29年）3月29日 - 郡制の施行のため、射水郡から分立して、氷見郡が発足により、氷見郡に所属となる。
- 1940年（昭和15年）4月1日 - 氷見郡氷見町に編入する。

## 歴代村長
出典→
1. 沢武将兵（1889年6月15日 - 1891年9月）
2. 星場叉六（1891年11月14日 - 1893年6月6日）
3. 南与平（1893年7月18日 - 1897年7月17日）
4. 南与平（1897年8月20日 - 1897年9月29日）
5. 大谷三助（1897年12月23日 - 1899年12月25日）
6. 沢武将兵（1900年3月16日 - 1904年3月15日）
7. 沢武将兵（1904年3月16日 - 1908年3月3日）
8. 大谷三助（1908年4月14日 - 1909年4月20日）
9. 星場又六（1909年5月17日 - 1910年3月10日）
10. 松波松次郎（1910年3月30日 - 1910年4月18日、職務管掌）
11. 新堂信六（1910年4月19日 - 1910年8月23日、臨時代理）
12. 大谷三助（1910年8月24日 - 1912年3月1日）
13. 星場又六（1912年4月10日 - 1915年3月31日）
14. 東瀬兵衛（1915年4月23日 - 1919年3月18日）
15. 井山恒太郎（1919年5月21日 - 1919年7月3日）
16. 川上権太郎（1919年8月8日 - 1923年8月7日）
17. 横沢常次郎（1923年9月11日 - 1925年8月17日）
18. 大谷貞三（1925年11月12日 - 1927年9月17日）
19. 大谷貞三（1927年10月1日 - 1931年9月30日）
20. 大谷貞三（1931年10月1日 - 1935年9月30日）
21. 大谷貞三（1935年10月1日 - 1939年9月30日）
22. 大谷貞三（1939年10月1日 - 1940年3月31日）